# GMM Grammy
GMM Grammy (тај. จีเอ็มเอ็ม แกรมมี่; транскр.  Џи Ем Ем Греми) је највећи медијски конгломерат за забаву на Тајланду, који има 70 процената удела у тајландској индустрији забаве. Поред свог посла у области музике, компанија се бави и продукцијом концерата, заступањем уметника, продукцијом и издавањем филмова и телевизијских емисија.